# Svartbröstad båtnäbb
Svartbröstad båtnäbb (Machaerirhynchus nigripectus) är en av två fågelarter i familjen båtnäbbar inom ordningen tättingar.

## Utseende och läte
Svartbröstad båtnäbb är en 13–15 cm lång flugsnapparliknande fågel. Liksom sin systerart gulbröstad båtnäbb har den en märkligt tillplattad näbb där övre näbbhalvan är formad som en upp-och-nervänd båt, därav namnet. 
Hanen hos denna art är glansigt svart ovan, med lysande gula ansiktssidor och svart tygel. Vita spetsar på mellersta och större täckarna formar två breda vita vingband och även armpennorna är vitkantade. Stjärten är svart med vita kanter och spetsar på de yttre stjärtpennorna. Undertill är den gyllengul med en stor svart fläck på bröstets mitt. Honan liknar hanen men är mer dämpad i färgerna, med ett smalt gult ögonbrynsstreck, ett svart ögonstreck, blekare gul undersida och mindre svart bröstfläck.
Fågeln är relativt ljudlig, med korta och hårta "chit chit chit" som kontaktläte. Sången består av en visslande stigande drill, vissa populationer med fallande slut och andra inte.

## Utbredning och systematik
Svartbröstad båtnäbb förekommer enbart på Nya Guiena. Den delas in i tre underarter med följande utbredning:
- Machaerirhynchus nigripectus nigripectus – förekommer på nordvästra Nya Guinea (Vogelkop-bergen)
- Machaerirhynchus nigripectus saturatus – förekommer i bergsskogarna på centrala Nya Guinea
- Machaerirhynchus nigripectus harterti – förekommer i bergsområden på Huonhalvön på sydöstra Nya Guinea; fåglar i Adelbertbergen tros även tillhöra denna form

### Familjetillhörighet
Båtnäbbarna placerades länge i familjen monarker (Monarchidae), men DNA-studier har visat att de utgör en egen utvecklingslinje och behandlas därför numera som en egen familj. Exakt vilka fåglar som är dess närmaste släktingar är inte klarlagt, men den tillhör en grupp övervägande afrikanska tättingar i familjerna busktörnskator, flikögon och vangor, men även de asiatiska och australiska familjerna svalstarar och ioror samt de udda arterna borstskrika och bärätare.

## Levnadssätt
Svartbröstad båtnäbb hittas i bergsskogar från 850 meters höjd till trädgränsen vid 2750 meter, men är vanligast på medelhög nivå. Fågeln är insektsätare som tar små flugor, skalbaggar och getingar. Den rör sig ofta i artblandade flockar med törntrastar, solfjäderstjärtar och honungsfåglar av släktet Melidectes. Under födosök reser den ofta stjärten och kan vara lätt att komma nära.
Fågeln häckar mellan november och januari, men även i juni. Det prydliga skålformade boet av växtfibrer och mossa binds ihop med spindelväv och dekoreras med lavar. Det placeras på en vågrät gren tre till nio meter ovan mark. Däri lägger den två ägg.

## Status och hot
Arten har ett stort utbredningsområde, men tros minska i antal, dock inte tillräckligt kraftigt för att den ska betraktas som hotad. Internationella naturvårdsunionen IUCN listar arten som livskraftig (LC).